# Albert Levy
Albert Levy (* 10. Dezember 1862 in Köln; † 13. März 1922 in Berlin) war ein Pionier der Sozialen Arbeit in Deutschland.

## Leben
Albert Levy war ein Bruder der Bankiers Louis Hagen und Carl Hagen sowie von Emma Rheinhold (Ehefrau des Bildhauers Hugo Rheinhold), und von Fanny Kempner (1860–1937), die mit dem Juristen Maximilian Kempner verheiratet war. Ab 1882 arbeitete Albert Levy bei der Bahnhofshilfe für russisch-jüdische Auswanderer. 1889 promovierte er in Berlin zum Dr. phil. Am 6. November 1892 war er Gründungsmitglied der Deutschen Gesellschaft für ethische Kultur in Berlin. 1893 war er an der Gründung des Wohlfahrtsarchivs beteiligt. Im Jahre 1899 übernahm er nach dem Tod von Jeanette Schwerin die Leitung der Auskunftsstelle der Deutschen Gesellschaft für ethische Kultur, die er 1906 zum eigenständigen Verein Zentrale für private Fürsorge umgestaltete. Ab 1900 wirkte er als Bürgerdeputierter in der städtischen Armendirektion von Berlin sowie im Zentralausschuss des Deutschen Vereins für Armenpflege und Wohltätigkeit in Frankfurt am Main. Ab 1913 war er Mitglied der städtischen Stiftungsdeputation in Berlin.
Nach dem Ersten Weltkrieg war Levy im Zentralausschuss für die Auslandshilfe und in den Ausschüssen der Deutschen Zentrale für Jugendfürsorge sowie im Beirat und in der Fachkommission II der Zentrale für Volkswohlfahrt tätig. Levy war bemüht, die Wohlfahrtsorganisationen zu gemeinsamem planvollen Handeln zu bewegen, und sprach sich gegen die Durchführung von Wohltätigkeitsfesten aus.

## Schriften (chronologisch)
- Beiträge zum Kriegsrecht im Mittelalter, insbesondere in den Kämpfen, an welchen Deutschland beteiligt war. (= Untersuchungen zur deutschen Staats- und Rechtsgeschichte. Band 29). Koeber, Breslau 1889. (teilw. zugl. Diss. phil. FWU Berlin)
- Die Wohlfahrtseinrichtungen Berlins und seiner Vororte. Ein Auskunftsbuch. hrsg. v. der Auskunftsstelle der Deutschen Gesellschaft für ethische Kultur. 2., vollständig umgearbeitete und erweiterte Auflage. Vorrede: Mathilde Küstermann und Albert Levy. J. Springer, Berlin 1899.
- Die berufliche und fachliche Ausbildung in der Armenpflege. Bericht erstattet von Albert Levy. Mitbericht erstattet von Hermann von Frankenberg (= Schriften des Deutschen Vereins für Armenpflege und Wohltätigkeit. Band 79). Duncker & Humblot, Leipzig 1907.
- Die Beschaffung der Geldmittel für die Bestrebungen der freien Liebestätigkeit. Hauptbericht erstattet von Albert Levy. Mitbericht erstattet von Hedwig Götze (= Schriften des Deutschen Vereins für Armenpflege und Wohltätigkeit. Band 98). Duncker & Humblot, München u. a. 1912.

## Namensvetter
Der Sozialarbeiter Albert Levy ist nicht zu verwechseln mit folgenden Trägern desselben Namens:
- Albert Levy (* 1867), deportiert 1940, KZ Gurs (Pyrenäen), Tod am 30. September 1942[3]
- Albert Levy (1882–1938), Kaufmann, Teilhaber der Firma P. Kosterlitz & Co., Getreide- & Kolonialwaren-Großhandlung
- Albert Levy (* 1886),[4]